# Vila-rasa (Moià)
Vila-rasa és una masia moderna situada en el terme municipal de Moià, a la comarca catalana del Moianès. Està situada al sud-oest del nucli urbà de la vila de Moià, a ponent de les Umbertes i a la dreta del torrent de Font Candelera.